# Mulini di Castiglione della Pescaia
I mulini di Castiglione della Pescaia erano una serie di mulini ad acqua e a vento che sorgevano attorno al centro storico di Castiglione della Pescaia, sia nell'area pianeggiante a est che in quella collinare a nord.
La costruzione dei mulini ebbe inizio in epoca rinascimentale, più precisamente durante il Quattrocento, quando ne furono costruiti due nei pressi delle sponde dell'antico Lago Prile. Ad essi si aggiunse un mulino, che venne costruito in epoca tardocinquecentesca nei pressi del Castello di Castiglione della Pescaia e dell'attigua cinta muraria: questo fu l'unico ad essere realizzato in prossimità del borgo medievale. Altri mulini furono infine realizzati durante il Seicento nell'area collinare a nord del centro storico, oltre il poggio sul quale si trova attualmente il cimitero comunale.
Quasi tutti i mulini, sia quelli ad acqua che quelli a vento, furono dismessi in epoca Ottocentesca, generalmente dopo che vi si verificavano guasti la cui riparazione risultava troppo onerosa. Una volta abbandonate, tutte le strutture andarono incontro ad un rapido ed inesorabile degrado, tanto da versare molto presto in rovina.
Attualmente, rimangono i ruderi di un mulino sulla vetta dell'altura che si eleva a nord del poggio del cimitero, le cui strutture murarie in pietra sono riconoscibili anche dalla piazza antistante la porta che si apre lungo le mura presso la pieve di San Giovanni Battista. Degli altri mulini è stato invece possibile identificare i luoghi di ubicazione grazie a numerose mappe storiche.